# Atentado en Oruro de 2018
El atentado en Oruro de febrero de 2018 se refiere a un acontecimiento ocurrido la tarde del martes 13 de febrero en la ciudad boliviana de Oruro, recibió la denominación de «atentado» por la policía nacional por ser un incidente caracterizable a un asesinato selectivo con fines desconocidos. La tragedia dejó como saldos cuatro muertos y diez heridos.

## Hechos
La ciudad de Oruro todavía se encontraba recuperando del accidente ocurrido durante su carnaval el 11 de febrero, cuando entre las calles Bacovik y Caro una explosión sacudió la calma del lugar (a solo una cuadra del lugar del pasado accidente), cuando la policía llegó al lugar registró cuatro personas fallecidas, dos niños y dos adultos, y diez heridos. Momentos después de la explosión circularon por las redes sociales psicosociales y bulos en donde afirmaban que la explosión había ocasionado varios muertos y que gente desde las ventadas de autos estacionados cerca del lugar comenzaron a disparar contra los heridos, todo esto fue desmentido por el ministro de Defensa Javier Zavaleta.

## Causas e investigación
El origen del atentado es investigado por la policía y el ejército conjuntamente, las investigaciones definieron que este segundo suceso era muy diferente    al ocurrido durante el carnaval ya que «hay cabos sueltos» expresó el ministro de Defensa, igualmente no descarta que ambas explosiones tuvieran una conexión, ya que se capturó a un vehículo en donde sus tripulantes son los principales sospechosos de la segunda explosión. Desde la perspectiva civil, los padres no enviaron a sus hijos a las escuelas y durante todo el día del miércoles 14 de febrero las calles de Oruro estuvieron resguardadas por batallones de la policía y el ejército.